# Топуз, Алие Фатьма
Фатьма́ Алие́ Топу́з (тур. Fatma Aliye Topuz; 9 октября 1862, Османская империя — 13 июля 1936, Стамбул, Турция) — турецкая писательница-романистка, колумнистка, эссеистка, переводчица и участница борьбы за равноправие полов. Фатьма Алие Топуз считается первой женщиной-романисткой как в Турции, так и во всем Исламском мире.

## Юность
Алие родилась в Константинополе и была вторым ребенком в семье известного османского государственного чиновника и историка Ахмеда Джевдет-паши (1822—1895) и его жены Адвие Рабии-ханым. Кроме неё, у родителей было ещё двое детей: старший сын Али Седат и младшая дочь Эмине Семие.
В 1866 году отец Алие был назначен на должность вали в Египте, и до 1868 года его жена и дети жили в Алеппо. В 1875 году, когда Джевдет-пашу направили в Грецию, в течение полугода семейство находилось в Янине. Наконец, в 1878 году семья Алие обосновалась в Дамаске.
Девочкам в Османской империи было несвойственно получать образование в общих учебных заведениях. Однако Алие, будучи любопытным и любознательным ребенком, сумела получить неофициальное домашнее образование и научилась говорить на арабском и французском языках.
В 1879 году, когда Алие было семнадцать лет, отец выдал её замуж за Мехмеда Фаик-бея, адъютанта османского султана Абдул-Хамида II и племянника Гази Осман-паши, героя Осады Плевны. В браке Алие родила четырех дочерей: Хатидже (1880), Айше (1884), Нимет (1900) и Зюбейде Исмет (1901).
Муж Алие был менее образован, чем она, и поэтому в первые годы брака запрещал ей читать романы на иностранных языках.

## Литературная карьера
Алие дебютировала на литературном поприще в 1889 году, переведя с французского на турецкий язык роман Жоржа Оньета «Воля». Книга была издана под новым названием «Смысл» под псевдонимом переводчицы «Леди» (тур. Bir Hanım), с предварительного согласия супруга. Перевод романа восхитил турецкого писателя Ахмеда Мидхата-эфенди, отметившего работу неизвестной в своей газете «Переводчик правды».
В 1894 году Алие стала соавтором Ахмеда Мидхата-эфенди в написании романа «Мечта и Правда». Она описывала действия главной героини, в то время, как Мидхат писал о главном герое мужского пола. Авторы романа были указаны как «Женщина и Ахмед Мидхат». После его написания, оба автора вели длительную переписку друг с другом, впоследствии опубликованную.
В 1892 году Алие написала свой первый роман под настоящим именем — «Полезная информация». В этом романе она опровергала мнение о том, что женщина не может забыть свою первую любовь. Это был первый роман в Османской империи, написанной женщиной. В 1908 году он был переиздан.
В романе «Игрок Лютни», изданном в 1899 году, писательница изобразила женщину, играющую на уде, которую сама Алие когда-то встретила в Алеппо. В ходе романа женщина излагает своё жизнеописание, рассказывая о неудавшемся браке. Известный романист Решат Нури Гюнтекин называет роман «Игрок Лютни» одной из наиболее важных работ, пробудивших в нем интерес к литературе.
В романах Фатьмы Алие Топуз преобладают темы гармонии в супружеских отношениях, любви и привязанности. Многим героиням её произведений присущи индивидуализм и независимость от мужчины.
Популярность романистки вновь возросла после публикации книги Ахмеда Мидхата-эфенди «Рождение Османской писательницы», составленной из писем Фатьмы Алие, в 1893 году.
В 1914 году Алие издала новую книгу «Ахмед Джевдет-паша и его время», направленную на защиту своего отца против политических нападений противников. В этой книге она представляла османскую политическую сцену после Второй конституционной эры в Османской империи.
Писательница умерла 13 июля 1936 года в Стамбуле.

## Борец за права женщин
Несмотря на консерватизм во взглядах писательницы, Фатьма Алие часто писала газетные статьи и заметки о женских правах. В 1896 году свет увидела книга Алие «Женщины ислама», в которой автор объяснила позицию мусульманских женщин по отношению к западу. Как утверждала сама писательница, в этой книге она защищала консервативные традиции, не свойственные современным персонажам, которых она описывала в своих романах.
Сестра Фатьмы Алие, Эмине Семие (1864—1944), была одной из первых турецких суфражисток.

## Благотворительность

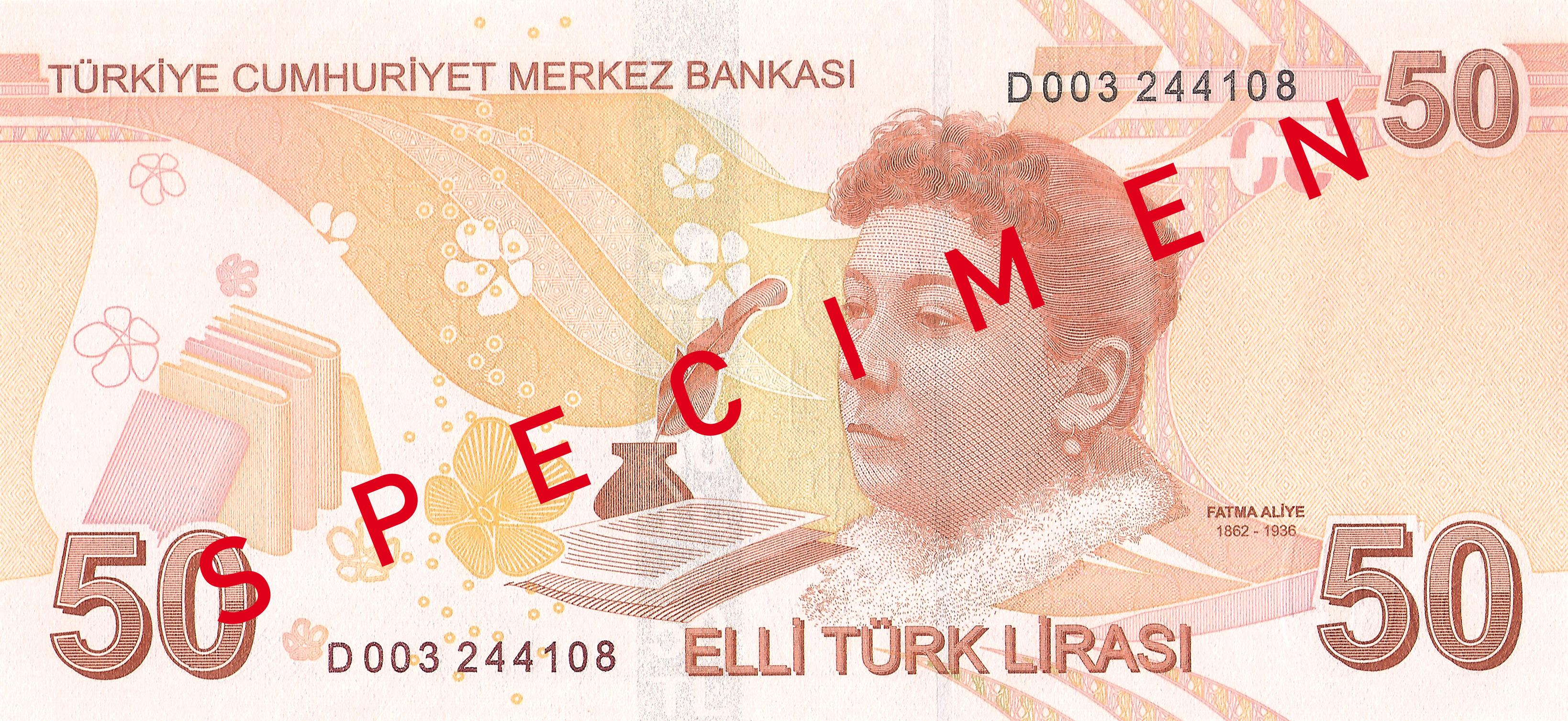
50 турецких лир с портретом Фатмы Алийе Топуз

Фатма Алийе активно занималась благотворительностью. После Греко-турецкой войны в 1897 году она основала благотворительную организацию «Османская Женская Организация Помощи», целью которой была поддержка солдатских семей. Это была одна из первых женских организаций в стране. В 1899 году она была награждена султаном Абдул-Хамидом II.
Фатма также участвовала в создании турецкого движения Красного полумесяца. Кроме того, она работала в «Османском Женском Комитете по Национальной обороне», основанном после Триполитанской войны и Балканских войн в 1910-х годах.
Портрет Фатмы Алийе Топуз (фамилию Топуз она приняла в 1934 году после введения Закона о Фамилии) изображён на банкнотах достоинством 50 турецких лир, выпущенных в 2009 году.